# Enlace carbono-hidrógeno
El enlace carbono-hidrógeno, representado por C-H, es un enlace covalente sencillo entre un átomo de carbono y otro de hidrógeno, que se encuentra sobre todo en compuestos orgánicos.

## CH
Las clases de compuestos que sólo poseen enlace carbono-hidrógeno C-H y enlaces carbono-carbono C-C se llaman hidrocarburos y pueden ser: alcanos, alquenos, alquinos e hidrocarburos aromáticos.
El enlace carbono-hidrógeno C-H, en general, es muy poco reactivo por ser difícil de romper; de hecho en la fórmula estructural de las moléculas se omiten a veces los átomos de hidrógeno y sólo se representa el esqueleto de átomos de carbono y los heteroátomos (átomos distintos de C e H).
El tipo de reacciones en que se destruyen estos enlaces requieren un aporte de energía para iniciar la reacción:
- Combustiones: Se inician a temperatura alta pero en ellas se rompen todos los enlaces tetracordios  los C-H y los C-C.
- Sustituciones: En una reacción de sustitución, un átomo o grupo de átomos reemplaza a un átomo de H que estaba unido a un C. Suelen requerir el aporte de energía (luz visible o ultravioleta, calor) o la presencia de catalizadores. Suelen tener mecanismos de reacción de tipo radicalario (sustitución radicalaria), aunque también se puede dar la sustitución electrófila aromática, SE, o la sustitución nucleófila, SN.
- En varias clases de compuestos, llamados en conjunto ácidos carbónicos, el enlace C-H tiene un carácter suficientemente ácido como para liberar un ion hidrógeno,H+.
- Otro tipo de reacción en la que participan enlaces C-H se llaman reacciones[2] de activación del enlace C-H en las que intervienen metales como el paladio (Pd).
- Reacciones de inserción de carbeno en el enlace C-H: Un grupo carbeno como CH 2 se inserta entre el átomo de C y el H del enlace C-H.[3][4]

## Enlaces químicos del carbono con el resto de átomos
| CH  |     |     |     |     |     |     |     |     |     |     |     |     |     |     |     |     |     | He  |
| CLi | CBe |     |     |     |     |     |     |     |     |     |     | CB  | CC  | CN  | CO  | CO  | CF  | Ne  |
| CNa | CMg |     |     |     |     |     |     |     |     |     |     | CAl | CSi | CP  | CS  | CS  | CCl | CAr |
| CK  | CCa | CSc | CTi | CV  | CCr | CMn | CFe | CCo | CNi | CCu | CZn | CGa | CGe | CAs | CSe | CSe | CBr | CKr |
| CRb | CSr | CY  | CZr | CNb | CMo | CTc | CRu | CRh | CPd | CAg | CCd | CIn | CSn | CSb | CTe | CTe | CI  | CXe |
| CCs | CBa |     | CHf | CTa | CW  | CRe | COs | CIr | CPt | CAu | CHg | CTl | CPb | CBi | CPo | CPo | CAt | Rn  |
| Fr  | CRa | Rf  | Db  | CSg | Bh  | Hs  | Mt  | Ds  | Rg  | Cn  | Nh  | Fl  | Mc  | Lv  | Lv  | Ts  | Og  |     |
|     |     | ↓   |     |     |     |     |     |     |     |     |     |     |     |     |     |     |     |     |
|     |     | CLa | CCe | CPr | CNd | CPm | CSm | CEu | CGd | CTb | CDy | CHo | CEr | CTm | CYb | CYb | CLu |     |
|     |     | Ac  | CTh | CPa | CU  | CNp | CPu | CAm | CCm | CBk | CCf | CEs | Fm  | Md  | No  | No  | Lr  |     |

| Química orgánica básica.                        | Muchos usos en Química.           |
| Investigación académica, pero no un amplio uso. | Enlace desconocido / no evaluado. |